# Леон Кінг
Леон Томсон Кінг (англ. Leon Thomson King, нар. 14 січня 2004, Глазго) — шотландський футболіст, захисник клубу «Рейнджерс».

## Клубна кар'єра
Вихованець клубу «Рейнджерс», до академії якого потрапив у ранні роки і швидко ставши одним з найперспективніших вихованців академії. Він дебютував за молодіжну команду «Рейнджерс U-20» у віці лише 14 років під керівництвом Грема Мерті у листопаді 2018 року, а за підсумками сезону 2018/19 виграв юнацький Кубок Шотландії, обігравши у фіналі однолітків з «Селтіка».
Кінг дебютував за першу команду «Рейнджерс» 29 листопада 2020 року в матчі Кубка Ліги проти «Фолкерка», а перший матч у шотландській Прем'єр-лізі провів 12 травня 2021 року, замінивши Джо Арібо на 86-й хвилині виїзної перемоги над «Лівінгстоном» (3:0). Цей матч був єдиний для Кінга у чемпіонаті того сезону, за підсумками якого клуб здобув золоті нагороди.
5 січня 2022 року Кінг підписав контракту з рідним клубом до літа 2024 року і згодом був переведений до основної команди на постійній основі. Того ж сезону він став з командою володарем Кубка Шотландії та фіналістом Ліги Європи, але теж рідко виходив на поле.

## Кар'єра у збірній
З 2018 року Леон захищав кольори юнацьких збірних до 16 та до 17 років.
У травні 2022 року Кінг вперше був викликаний до молодіжної збірної Шотландії.

## Досягнення
- Чемпіон Шотландії: 2020/21
- Володар Кубка Шотландії: 2021/22
- Володар Кубка шотландської ліги: 2023/24